# Nettenchelys dionisi
Nettenchelys dionisi är en fiskart som beskrevs av Brito, 1989. Nettenchelys dionisi ingår i släktet Nettenchelys och familjen Nettastomatidae. Inga underarter finns listade i Catalogue of Life.